# Фогл, Райан
Райан Кристофер Фогл (англ. Ryan Christopher Fogle, род. в 1983 году в Виргиния, США) — сотрудник Центрального разведывательного управления, работал в должности третьего секретаря политического отдела посольства США в России.

## Биография
Родился в 1983 году в Виргинии в семье Джеймса (James) и Пэттилин (Pattylynn) Фоглов, которые в настоящее время проживают в Сент-Луисе.. В 2002 году Фогл окончил подготовительную школу Mary Institute and St. Louis Country Day School в Ладуэ, богатом пригороде Сент-Луиса. После школы Фогл поступил в Колгейтский университет (Colgate University) в городке Хамильтон в штате Нью-Йорк и окончил его в 2006 году со степенью бакалавра. Фогл был членом студенческого братства Фи-Дельта-Тета (Phi Delta Theta) и общества наиболее выдающихся учащихся Конозиони (Konosioni Senior Honor Society), участвовал в работе студенческого правительства и на первом курсе был избран членом его избиркома. После окончания университета он жил в штате Вирджиния, городе Маклин (McLean).
Кадровый сотрудник Центрального разведывательного управления. В конце апреля 2011 года начал работать в дипломатической миссии США в России, когда послом был Джон Байерли. В феврале 2011 года Конгресс США утвердил Райана Фогла на должность советника дипмиссии США.
Работал под прикрытием в качестве третьего секретаря политического отдела посольства США в Москве, где руководителем является Майкл Клечески. Политический отдел посольства США занимался сбором информации о вопросах обороны, внешней политики и безопасности в России.
В ночь с 13 на 14 мая 2013 года был задержан ФСБ при попытке вербовки одного из сотрудников спецслужб России, занимавшегося борьбой с терроризмом на Кавказе.. Во время задержания у него были обнаружены специальные технические средства, лист с инструкциями для вербовки, средства для изменения внешности и 100000 евро. После задержания его передали представителям посольства США. Министерство иностранных дел Российской Федерации объявило Фогла персоной нон грата и потребовало его скорейшего отбытия из России. Также МИД России заявил протест послу США в России Майклу Макфолу.
Фоглу было предписано шесть суток для того, чтобы покинуть пределы Российской Федерации. 19 мая Райан Фогл вылетел рейсом DL31 авиакомпании Delta Air lines (США) в аэропорт имени Джона Кеннеди (JFK airport) города Нью-Йорк.